# Дорога (фильм, 1954)
«Доро́га» (итал. La Strada) — один из самых знаменитых фильмов Федерико Феллини, вышедший в 1954 году. Стилистика неореализма предстаёт в фильме значительно модифицированной.

## Сюжет
Дзампано́ — бродячий циркач-силач с коронным номером — разрыванием цепи на груди.
В качестве ассистентки он покупает девушку-подростка Джельсомину у её матери и учит Джельсомину объявлять номер и сопровождать его игрой на барабане и трубе.
Дзампано привык всё решать силой. Он бьёт Джельсомину, заставляет её сожительствовать с собой, на её глазах флиртует с другими женщинами. Джельсомина боится Дзампано, но при этом и любит его.
Однажды они встретили странствующий цирк и устроились туда на работу.
Канатоходец Матто постоянно подтрунивает над Дзампано и тем приводит его в ярость. После очередной насмешки силач бросился на Матто с ножом. Дзампано попадает в тюрьму, после чего их обоих выгоняют из цирка.
Матто разговаривает с Джельсоминой и предлагает ей выбрать между ним, цирком и Дзампано. Она остаётся с Дзампано.
Однажды они встречают Матто на глухой дороге. Дзампано избивает противника, и это заканчивается смертью канатоходца. Силач заметает следы преступления.
Джельсомина тяжело переживает смерть Матто. У неё появляются признаки психического расстройства. Через некоторое время Дзампано бросает её.
Через несколько лет силач возвращается в эту местность и узнаёт, что Джельсомина умерла вскоре после его ухода. Дзампано к этому моменту опустошен: он совершил множество плохих поступков в своей жизни, но именно предательство единственной души, по-настоящему любившей его, становится последней каплей…

## История создания
Сценарий фильма был написан ещё в 1949 году, но продюсер Луиджи Ровере, прочитав его, заметил: «Это не кино, это литература. Ты не заработаешь на таком фильме ни гроша». Тогда Федерико Феллини обратился к другому продюсеру, Лоренцо Пегораро. Тот согласился, но при условии, что главная роль будет доверена другой актрисе. Это было совершенно неприемлемо для Феллини, с самого начала видевшего в роли Джельсомины свою жену Джульетту Мазину. В результате проект был заморожен. Съемки начались только после выхода на экран картины «Маменькины сынки», в октябре 1953 года. Финансирование было получено от Карло Понти и Дино де Лаурентиса. В главных ролях снялись Мазина (для которой это была первая значительная роль), а также достаточно известный к тому времени американский актёр Энтони Куинн.
Съемки фильма осуществлялись в областях Лацио и Абруццо, в основном в городках Баньореджо и Фьюмичино, а также в Риме.

## Реакция на фильм
Фильм, впервые показанный в сентябре 1954 года на Венецианском кинофестивале, вызвал острую полемику как в Италии (в том числе на страницах коммунистического журнала «Il Соntemporaneo»), так и за её пределами. Лукино Висконти, чей фильм «Чувство» также демонстрировался на фестивале, крайне презрительно отозвался о «Дороге», именуя картину «неоабстрактной»; возникшую размолвку двух великих режиссёров удалось преодолеть лишь в 1963 году, на Московском кинофестивале, когда при посредничестве Мазины Висконти и Феллини обнялись в холле гостиницы «Москва». Итальянские критики, приверженные ортодоксальному пониманию неореализма, вменяли в вину режиссёру «желание уйти от действительности», влияние экзистенциализма, «утрату внутреннего равновесия» и погружение в «атмосферу волшебства и суеверий». Напротив, французские критики (включая Жоржа Садуля) в целом восторженно встретили фильм. В дальнейшем именно мифологическое, аллегорическое измерение фильма было осознано как важнейшее его достоинство. Итало Кальвино в своем очерке о Феллини (1974) указал, что сновидческое начало соединяется у режиссёра с верностью повседневности.

## Символика
Практически всё действие фильма сосредоточено на трех персонажах. Дзампано — не только воплощение брутальности и звериной силы, но и «маленький человек», с большим усилием противостоящий жизненным невзгодам. Матто (буквально: «безумец») уже самим своим ремеслом приближен к небесам: «открытие мира происходит через устремленность ввысь». Кроткая и недалекая, но при этом тонко ощущающая спиритуальную составляющую бытия Джельсомина играет в происходящем ключевую роль; именно в этом образе в наибольшей степени отразилось воздействие на фильм францисканства. В финале картины происходит своего рода эпифания: Дзампано горюет об утрате Джельсомины, открывает для себя любовь и прикасается к доселе неведомым ему сторонам бытия.

## В ролях
- Джульетта Мазина — Джельсомина
- Энтони Куинн — Дзампано́
- Ричард Бейсхарт — Матто
- Альдо Сильвани — синьор Джираффа
- Марчелла Ровена — вдова Ла Ведова
- Ливия Вентурини — монахиня Ла Суорина

## Награды и номинации
Картина завоевала Серебряного Льва Венецианского кинофестиваля (1954), премию «Оскар» (1957), премию «Бодил» (1956) и ряд других наград.

### Награды
- 1957 год — Премия «Оскар»
  - Лучший иностранный фильм — Дино Де Лаурентис, Карло Понти
- 1954 год — Премия Венецианский кинофестиваль
  - Серебряный лев — Федерико Феллини

### Номинации
- 1957 год — Премия «Оскар»
  - Лучший сценарий — Федерико Феллини, Туллио Пинелли
- 1956 год — Премия BAFTA
  - Лучший фильм
  - Лучшая зарубежная актриса — Джульетта Мазина
- 1954 год — Премия Венецианский кинофестиваль
  - Золотой лев — Федерико Феллини
- Фильм также получил премию Нью-Йоркских критиков как лучший фильм года, две премии Silver Ribbon итальянского Синдиката журналистов как лучший фильм и за лучшую режиссуру, премию Bodil Европейской киноакадемии как лучший неамериканский фильм года. Всего фильм собрал более пятидесяти наград.

В советский прокат фильм вышел в 1967 году c сокращениями (продолжительность прокатной версии составляла 97 минут) и под названием «Они бродили по дорогам» («видимо, чтобы не путали с одноименным фильмом Столпера»).